# Первый Двинский собор

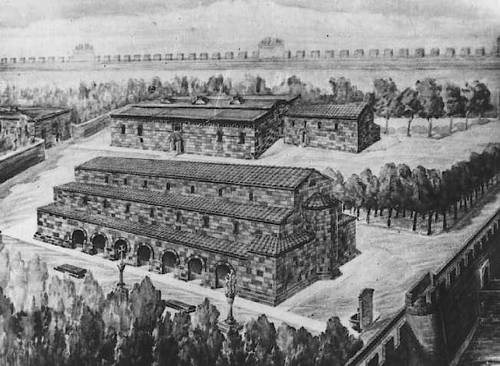
Двин. Центральная часть города. На переднем плане — собор, сзади справа — церковь-базилика (VI век), слева — дворец католикоса (V век). Реконструкция. Рисунок А. Патрика (по рисунку Г. Качаяна)

Первый Двинский собор (арм. Դվինի առաջին ժողով) — поместный собор Армянской апостольской церкви, состоявшийся в Двине. Предположительно в 505 или 506 году католикос Бабкен I Вотмсеци (490–516) созвал собор, для обсуждения догматических вопросов, в частности отношения Армянской церкви к несторианству. Собор выразил веру Армянской церкви в единую богочеловеческую природу Христа. Собор продемонстрировал высокий авторитет Армянской церкви среди восточных церквей в начале VI века.

## Датировка
Книга посланий, армянский сборник церковных документов VII века, указывает, что собор был созван в «восемнадцатом году царствования Кавада» (488–531), то есть в 505 и 506 году, в Двине.

## Ход и решения собора
В соборе приняли участие 20 епископов, монахи, священники, 14 нахараров во главе с марзпаном (наместником Персидской Армении) Вааном Мамиконяном, представители Церкви Сюника, Грузинской и Албанской церквей. Среди принятых на соборе документов сохранилось первое «Послание армян к православным в Персии», написанное в ответ на письмо Симеона Бет-Аршамского. В своём письме Симеон просил армян помочь христианам в Персии, преследуемым несторианами, а также опровергнуть утверждение несториан, будто армяне, греки, грузины и албаны (алуанцы) придерживаются единого с ними вероучения. В данном послании католикос Бабкен I от имени собора утверждает, что Армянская церковь отрицает и анафематствует учение Нестория.

## Последствия и оценки
Собор утвердил учение о единой природе во Христе как христологическое исповедание Армянской церкви. По мнению архиепископа ААЦ Месропа Григоряна во время патриаршества католикоса Бабкена I, на заседании национально-церковного собора в Двине, было отвергнуто и предано анафеме халкидонское вероучение как своего рода разновидность несторианства. С тех пор христологическая позиция Армянской церкви не претерпела никаких фундаментальных или официальных изменений. По мнению католикоса Гарегина I (1995–1999) отвержение Халкидонского собора Армянской церковью произошло в 506—508 годах: 

«Первый Двинский собор являлся первым официальным и формальным непринятием Халкидонского собора Армянской церковью».
Однако большинство исследователей считают, что непосредственное отвержение Халкидона произошло на Втором Двинском соборе (554/555), поскольку во время Первого Двинского собора, и церковь Византийской империи и Армянская церковь придерживались Энотикона и находились в единстве. В «Послании» (IX век) патриарха Фотия сообщается, что единство между церквами (Армянской и Византийской) «поддерживалось начиная с Халкидонского собора до [второго] собора в Двине».